# Siphlonurus mirus
Siphlonurus mirus is een haft uit de familie Siphlonuridae. De wetenschappelijke naam van de soort is voor het eerst geldig gepubliceerd in 1885 door Eaton.
De soort komt voor in het Nearctisch gebied.